# Nowy cmentarz żydowski w Tyszowcach
Nowy cmentarz żydowski w Tyszowcach – kirkut mieści się przy ulicy 3 Maja. Powstał na przełomie XIX i XX wieku. Położony jest wśród pól, ok. 50 metrów na północ od drogi z Tyszowiec do Tuczap. Zachowało się na nim około 15 macew. Dawna nekropolia została upamiętniona pomnikiem. Kirkut ma powierzchnię 0,4 ha.